# Siagoninae
Sous-famille
Les Siagoninae sont une  sous-famille de coléoptères de la famille des Carabidae.

## Sous-tribus
- Enceladini G. Horn, 1881
- Lupercini Lecordier, 1977
- Siagonini Bonelli, 1813